# Хум Бистрички
Хум Бистрички је насељено место у саставу општине Марија Бистрица у Крапинско-загорској жупанији, Хрватска. До територијалне реорганизације у Хрватској налазио се у саставу старе општине Доња Стубица.

## Становништво
На попису становништва 2011. године, Хум Бистрички је имао 441 становника.

## Попис1991.
На попису становништва 1991. године, насељено место Хум Бистрички је имало 579 становника, следећег националног састава:
| Попис 1991.‍ | Попис 1991.‍ | Попис 1991.‍ | Попис 1991.‍ | Попис 1991.‍ |
| ----------- | ----------- | ----------- | ----------- | ----------- |
|             |             |             |             |             |
| Хрвати      | Хрвати      |             | 574         | 99,13%      |
| Немци       | Немци       |             | 3           | 0,51%       |
| непознато   | непознато   |             | 2           | 0,34%       |
| укупно: 579 |             |             |             |             |